# Extended essay
Extended essay, ofta förkortat EE, är en obligatorisk del av International Baccalaureate Diploma Programme, och är en forskningsuppsats på upp till 4 000 ord som ger studenterna en möjlighet att genomföra självständig forskning eller undersökning på ett ämne de finner intressant. Tillsammans med en uppsats och en presentation i Theory of knowledge (TOK) samt utförande av Creativity Action Service är uppsatsen en förutsättning för att få motta diplomet.

## Rekommenderade ämnen
Även om uppsatsen kan skrivas i vilket ämne studenten vill rekommenderas det att man tar det från ett av de IB-ämnen som man studerar (såsom exempelvis en uppsats om en bok som inte har studerats som en del av IB-engelska). Ämnet får dock varken vara för brett eller för smalt för att svårgöra en uppsats på 4 000 ord, och ämnet måste undervisas av en lärare på den skola som har programmet (så att någon med expertis kan agera mentor). Det rekommenderas även att man har studerat ämnet, även om det inte är ett krav. Den får heller inte skrivas tvärvetenskapligt om flera olika ämnen - den måste koncentrera sig på enkom ett ämne, förutom om studenten skiver en uppsats på ämnet "World Studies". Några ämnen består dock av flera discipliner, med emfas mot en: såsom Societies, som kan bestå av kemi, biologi, psykologi och så vidare, men vanligtvis med emfas mot en disciplin.

## Mentorskap
Mentorn hjälper studenten med att sätta ihop uppsatsen, allt från att guida dem fram till en forskningsfråga och hur man hittar passande källor for förskningen. Mentorn kan föreslå förbättringar till en version av uppsatsen, men får inte skriva den. IBO rekommenderar att mentorn diskuterar uppsatsen i ungefär två till tre timmar totalt med kandidaten. Vissa skolor tillåter mentorer från utanför skolan förutsatt att studenten får hjälp av en lärare från skolan för administrativt pappersarbete (såsom plagiatförebyggande).

## Betyg

Poäng från Extended essay- och TOK-betyg.

Uppsatsen rättas externt av IB-tillsatta examinatorer på en skala från 0 till 36. Det finns allmänna och ämnesspecifika kriterier, i förhållandet 2:1 (24 poäng för allmänna kriterier och 12 för ämnesspecifika). Det totala betyget konverteras till ett betyg från A till E. Ett liknande system används för Theory of Knowledge, och studenterna kan få upp till tre poäng till diplomet baserat på betygen från Extended essay och TOK.
Innan 2010 kunde en kandidat till diplomet få underkänt i antingen extended essay eller TOK och fortfarande få ett diplom, men efter 2010 kan en student med E i antingen extended essay eller TOK bara få ett diplom om den totala poängen överstiger 28 poäng.
| % awarded grade                                                                               | A      | B      | C      | D      | E     |
| --------------------------------------------------------------------------------------------- | ------ | ------ | ------ | ------ | ----- |
| Extended essay                                                                                | 10,59% | 16,50% | 38,88% | 27,62% | 6,41% |
| Källa: Resultat från maj 2008 från sida 12 av ibsca Curriculum Content Guide, 4 februari 2009 |        |        |        |        |       |